# РПГ-7
РПГ-7 — ручний протитанковий гранатомет радянського виробництва, призначений для боротьби з танками, самохідно-артилерійськими установками й іншими броньованими засобами противника. Крім того, він може бути використаний для знищення живої сили противника, що перебуває в легких укриттях, а також у спорудах міського типу.
Спочатку РПГ-7 призначався для ураження танків та іншої бронетехніки, що захищена гомогенною сталевою бронею і не має засобів динамічного захисту, згодом завдяки застосуванню удосконалених боєприпасів, отримав можливість пробивати ДЗ і уражати живу силу противника. Дешевизна і ефективність РПГ-7 забезпечили йому застосування в локальних конфліктах по всьому світу, гранатомет перебуває на озброєнні збройних сил більш ніж 50 держав, а також у безлічі незаконних збройних формувань та угруповань організованої злочинності.

## Особливості конструкції
РПГ-7 є легкою динамореактивною (без віддачі при пострілі) зброєю.
В основу гранатомета і постріли були покладені схеми безвідкатного пускового пристрою багаторазового застосування і пострілу з надкаліберною бойовою частиною, що виправдали себе в РПГ-2. Стояти позаду РПГ-7 під час пострілу не можна, бо струмінь повітря може збити людину з ніг.
Гранатомет складається із
- ствола з оптичним і механічним прицілами,
- ударно-спускового механізму з запобіжником,
- бойкового механізму.

### Ствол гранатомета
Ствол гранатомета складається з труби й патрубка і служить для створення напрямку польоту гранати і відводу порохових газів при пострілі. На відміну від РПГ-2, гранатомет РПГ-7 має розширення ствола в його середній частині — зарядну камору — для більш повного використання енергії метального заряду, і розтруб у казенній частині — для забезпечення безвідкатності комплексу.

### Ударно-спусковий механізм
Ударно-спусковий механізм — служить для спуска курка з бойового взводу, завдання удару по бойку і для постановки на запобіжник

### Прицільні пристосування
- Механічний приціл — використовується у разі пошкодження (виходу з ладу) оптичного прицілу.
- Основним для РПГ-7 є оптичний приціл ПГО-7 (або його модифікації ПГО-7В, ПГО-7В-2, ПГО-7В-3). Оптичний приціл призначений для спостереження за полем бою, визначення дистанції до цілі, введення виправлень на дальність і швидкість руху цілі, з урахуванням балістики різних боєприпасів і наведення гранатомета на ціль з урахуванням поправок.

Приціл являє собою оптичну систему лінз і призм, вкладену в герметичний металевий корпус, заповнений сухим азотом для запобігання запотівання. Оптичний приціл забезпечує фіксоване видиме збільшення цілі у 2,7 раза. Приціл оснащений набором світлофільтрів, що поліпшують видимість в складних погодних умовах. Для запобігання демаскуючих відблисків від сонця і забруднення приціл оснащений гумовим ковпачком, що надягається на об'єктив.
Сітка прицілу ПГО-7В має розвинену шкалу поправок, а також далекомірну шкалу, що дозволяє швидко визначити відстань до цілі типу «танк» (заввишки 2,7 м). Маховичок забезпечує введення кутів прицілювання в межах 0 — 51,2 артилерійських одиниць, а прицільна марка на сітці: 0 — 45,7. В умовах поганої освітленості можливе підсвічування сітки прицілу. Лампа підсвічування використовує гальванічні елементи живлення А316 або 2РЦ63.
Приціл зберігає свої характеристики у великому діапазоні температур (від -50 до +50 °C), а також здатний витримувати високі механічні навантаження.

### Нічний оптичний приціл
Гранатомет РПГ-7 може оснащуватися нічними прицілами першого покоління (такими як спеціалізований гранатометний нічний приціл ПГН-1, або універсальним нічним прицілом НСПУМ (виріб 1ПН58)[4]) або нічними прицілами другого покоління НСПУ-3[5].
У гранатомета з нічним прицілом додатково вводиться механізм світлоблокування, що виключає засвічення прицілу полум'ям власного пострілу.

### Універсальне прицільне пристосування
Універсальне прицільне пристосування являє собою механічний пристрій масою 0,55 кг для введення поправок в оптичний приціл. Застосовується з 2001 року в гранатометах модифікацій РПГ-7В2 (РПГ-7Д3) спільно з оптичним прицілом. Дозволяє істотно збільшити прицільну дальність стрільби термобаричними (ТБГ-7В) і осколковими (ОГ-7В) гранатами: до 550 та 700 метрів відповідно.

### Інші види прицілів
Спільно з РПГ-7 застосовуються також і інші прицільні пристосування (в тому числі і кустарного виробництва): від саморобних механічних прицілів замість пошкоджених оригінальних, до високотехнологічних лазерних і коліматорних прицілів. Більшість подібних пристроїв не дозволяють вводити поправки на дальність і рух цілі, тому ефективні лише на малих дальностях.

### Номенклатура гранат для РПГ-7

Реактивна граната ПГ-7В у перетині.
Римськими цифрами позначені: I — головна частина, II — реактивний рушій, III — пороховий заряд. Арабськими цифрами позначені: 1 — головна частина висадника, 2 — електропровідний конус, 3 — обтічник, 4 — кумулятивна воронка, 5 — корпус, 6 — розривний заряд, 7 — провідник, 8 — донна частина висадника, 9 — сопловий блок, 10 — сопло, 11 — корпус ракетного рушія, 12 — пороховий заряд ракетного рушія, 13 — дно ракетного рушія, 14 — капсуль-запалювач, 15 — стабілізатор з перами, 16 — гільза з паперу, 17 — пороховий заряд, 18 — турбінка, 19 — трасувальник, 20 — клинтух з пінопласту

За 50 років існування гранатомета для нього були розроблені різні гранатометні гранати різнорідного призначення: кумулятивні протитанкові, у тому числі тандемні, осколково-фугасні протипіхотні, термобаричні (об'ємно-детонуючі), запалювальні, а також навчальні та гранати іншого призначення.
| Рік                         | Індекс пострілу / індекс ГРАУ) | Зображення | Тип бойової частини              | Маса пострілу, кг | Калібр головної частини, мм | Броне пробивність, мм                                                                   | Початкова швидкість гранати, м/с | Ефективна дальність, м |
| --------------------------- | ------------------------------ | --- | -------------------------------- | ----------------- | --------------------------- | --------------------------------------------------------------------------------------- | -------------------------------- | ---------------------- |
| 1961                        | ПГ-7В / 7П1                    | | кумулятивна                      | 2,2               | 85                          | 260                                                                                     | 120                              | 500                    |
| 1969                        | ПГ-7ВМ / 7П6                   | | кумулятивна                      | 2,0               | 70                          | 300                                                                                     | 140                              | 500                    |
| 1972                        | ПГ-7ВС/ ?                      | | кумулятивна                      | 2                 | 72                          | 400                                                                                     | 140                              | ?                      |
| 1972                        | ПГ-7ВС1 / ?                    | | кумулятивна                      | ?                 | 72                          | 360                                                                                     | ?                                | ?                      |
| 1977                        | ПГ-7ВЛ «Луч» / 7П16            | | кумулятивна                      | 2,6               | 93                          | 500                                                                                     | 112                              | 300                    |
| 1988                        | ПГ-7ВР «Резюме» / 7П28         | | тандемна кумулятивна             | 4,5               | 64 / 105                    | ДЗ + 650                                                                                | 120                              | 200                    |
| 1988                        | ТБГ-7В «Танін» / 7П33          | | термобарична                     | 4,5               | 105                         | н/д радіус ураження живої сили: 10 м                                                    | 66                               | 550                    |
|                             | ТБГ-7ВЛ / 7П62                 | | термобарична                     | ?                 | ?                           | 93                                                                                      | ?                                | ?                      |
|                             | ПГ-7ВЯ / ?                     | | бронебійно-осколкова             | ?                 | ?                           | ?                                                                                       | ?                                | 200                    |
| 1998                        | ОГ-7В «Осколок» / 7П50         | | осколкова                        | 2                 | 40                          | н/д Маса ВР 0,4 кг, 1000 осколків. Площа ураження 150 м², купчастість Вд 0,2 м, Вб 0,1м | ?                                | 700                    |
| 2014 Війна на сході України |                                | https://www.google.com/search?q=міна+82+мм&oq=міна+82+мм&aqs=chrome..69i57.4610j0j7&client=ms-android-samsung-ga-rev1&sourceid=chrome-mobile&ie=UTF-8#imgrc=Ot7arghYR2iuQM | осколкова, димова, освітлювальна | 3.1               | 82                          | Радіус дійсного ураження: 18 м При розриві міна дає від 400 до 600 осколків             | 120                              | 500-700                |

## Модифікації

### Airtronic RPG-7/PSRL
У 2009 році американське підприємство Airtronic USA представило модернізовану модифікацію пускової труби, яка отримала назву RPG-7USA або PSRL-1 (англ. Precision Shoulder-fired Rocket Launcher). Пускова труба виготовлена із сучасних матеріалів за сучасними технологіями (сталь марки 4140/4150), завдяки чому зріс ресурс до 1000 пострілів та зменшилась вага до 6,35 кг (без навісного обладнання та оптичного прицілу). Труба може бути розібрана на дві частини для компактнішого транспортування. Також труба має 
рейки Пікатіні (MIL-STD-1913), на які може бути встановлений оптичний приціл, лазерні вказівники, ліхтарі тощо.
Стандартний приціл має підсвічувану крапку, передбачає можливість встановлення телескопічної насадки для стрільби на великі відстані (90 % ймовірність враження цілі на відстані 800 метрів). Ефективна дальність зросла до 900—1200 метрів, в перспективі можлива поява керованих ракет, які збільшать ефективну дальність до 2000 метрів.
Пістолетне руків'я подібне до руків'я карабіну M4.
Передбачалось, що в середині 2016 року розпочнеться серійний випуск PSRL-1.
Також була створена модифікація GS-777/PSRL-2 з пусковою трубою виготовленою з високотехнологічних полімерних матеріалів та вагою 3,5 кг.
В травні 2018 року стало відомо, що компанія Airtronic веде розробку нового кумулятивного пострілу для пускового приладу своєї модифікації. Новий постріл матиме калібр 93 мм, та перероблений ракетний двигун з новим ракетним паливом та системою запалення. Компанія заявила максимальну дальність у 850 м для не-тандемної модифікації, що істотно більше за постріл ПГ-7ВЛ для звичайного РПГ-7 (дальність прямого пострілу якого дорівнює 250 м).

## Оператори

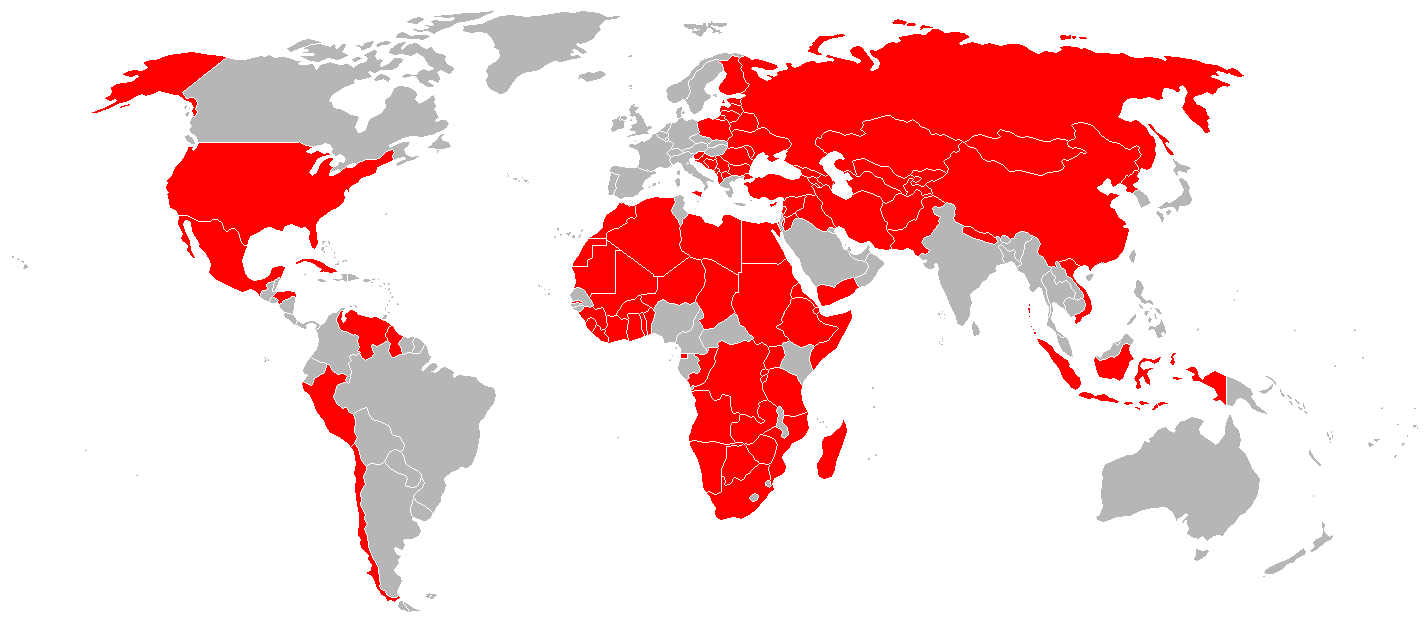
Країни, що використовують РПГ-7

| - Азербайджан - Албанія - Алжир - Ангола - Вірменія - Афганістан - Бангладеш - Білорусь - Бенін - Буркіна-Фасо - Бурунді - Болгарія виробляється корпорацією Арсенал як ATGL-L. - Венесуела - В'єтнам - Гамбія - Гана - Гвінея - Гвінея-Бісау - Екваторіальна Гвінея - Грузія копія гранатомета виробляється місцевим виробництвом - Єгипет | - Еритрея - Естонія - Ефіопія - Замбія - Зімбабве - Ізраїль - Індія - Ірак - Іран - Ємен - Йорданія - Кабо-Верде - Казахстан - Камбоджа - Канада - Кіпр 850 - Киргизстан - КНР копія гранатомета виробляється для Народно-визвольної армії Китаю як Type 69 RPG. - Республіка Конго - ДР Конго - Північна Корея - Кот-д'Івуар | - Куба - Латвія - Ліберія - Лівія 2300 - Ліван 3250 - Литва 403 - Мавританія 48 - Мадагаскар - Північна Македонія - Малайзія 584 - Мальдіви - Малі - Мальта - Марокко - Мексика - М'янма - Мозамбік - Молдова | - Монголія - Намібія - Непал - Нігер - Нікарагуа - Пакистан - Перу - Польща - Руанда - Росія - Румунія копія гранатомета вироблялася на AO Carfil SA як AG-7. - Сейшельські Острови - Сирія - Сьєрра-Леоне - Словаччина - Словенія - Сомалі - Судан копія гранатомета виробляється Military Industry Corporation як Sinar. | - Сербія - США - Таджикистан - Таїланд - Танзанія - Того - Туркменістан - Туреччина - Уганда - Уругвай - Узбекистан - Україна: Окрім РПГ-7 радянського виробництва на озброєння Національної гвардії України станом на травень 2018 року надійшло 500 одиниць модернізованої версії PSRL-1. - Угорщина - Фінляндія - Хорватія - Чад - Чехія - Чорногорія - Чилі - Шрі-Ланка - ПАР |

Невизнані країни-експлуатанти
| - Республіка Абхазія - Косово - Нагірно-Карабаська Республіка - ПМР - Сомаліленд - Ісламська Держава |